# Baron Carnock
Baron Carnock är en ärftlig titel inom det brittiska adelsväsendet.

## Baron Carnock
- Arthur Nicolson, 1:e baron Carnock (1849–1928)
- Frederick Archibald Nicolson, 2:a baron Carnock (1883–1952)
- Erskine Arthur Nicolson, 3:e baron Carnock (1884–1982)
- David Henry Arthur Nicolson, 4:e baron Carnock (1920–2008)
- Adam Nicolson, 5:e baron Carnock (född 1957)